# チェイス・ランビン
チェイス・モロー・ランビン（Chase Morrow Lambin , 1979年6月7日 - ）は、 アメリカ合衆国テキサス州出身の右投両打の元プロ野球選手（内野手、外野手）。2021年現在は、テキサス・レンジャーズ傘下AAA級・ラウンドロック・エクスプレスの打撃コーチを務めている。

## 経歴

### プロ入りとマイナー時代
2002年のMLBドラフト34巡目でニューヨーク・メッツに指名され契約。以後は2006年までメッツのマイナー（最高でAA級ビンガムトン）に、2007年からはフロリダ・マーリンズ傘下のAAA級ニューオーリンズに所属。

### ロッテ時代

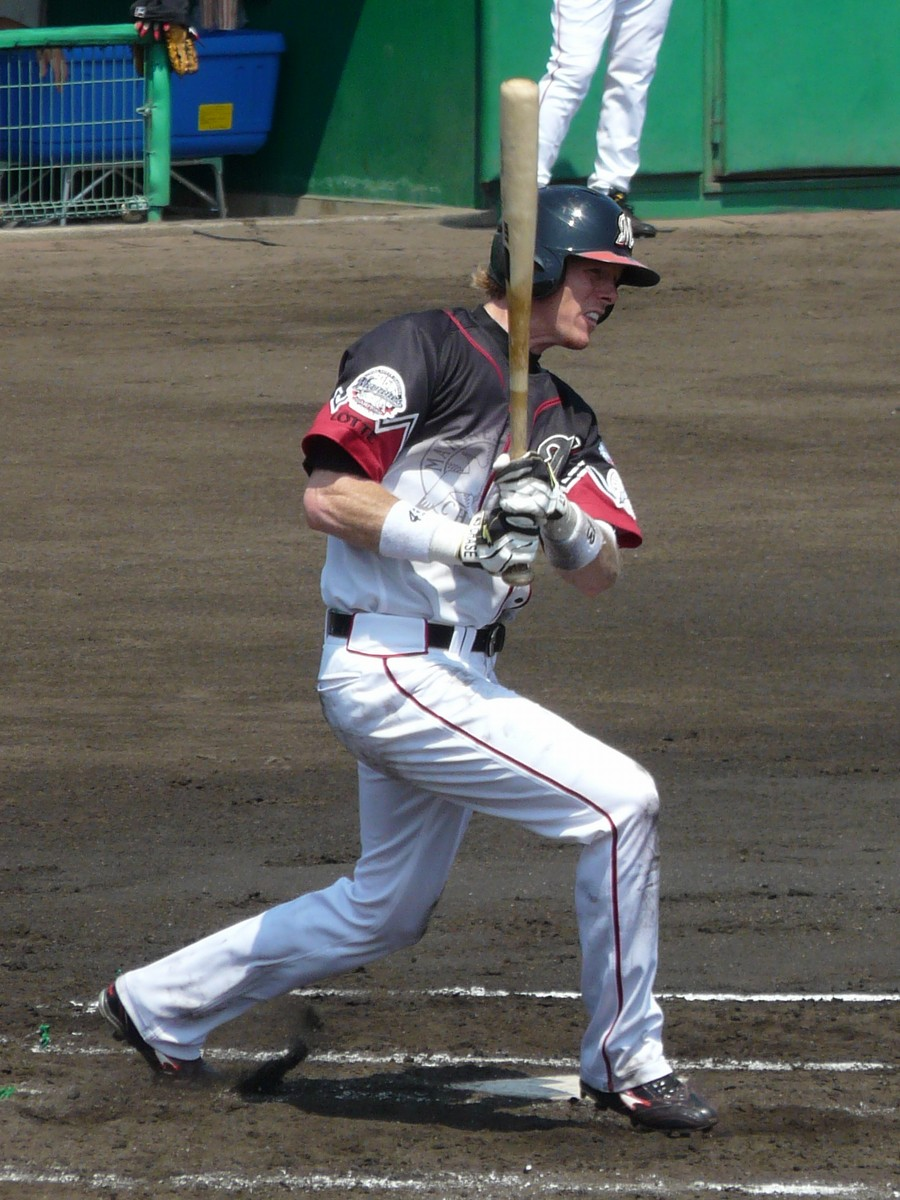
ロッテ時代（2009年8月16日、四日市霞ヶ浦球場）

2009年1月16日にゲイリー・バーナム・ジュニアと共に千葉ロッテマリーンズと契約を結ぶ。二塁を中心に内外野どこでも守り、同年は投手、捕手以外の7つの守備位置全てに就く。スタメン、代打、代走、守備固めに起用されるも、打率は.192と結果を残せなかった。同年10月7日、球団は翌シーズンの契約を更新しない旨を通知する。

### ナショナルズ傘下時代
2010年はワシントン・ナショナルズとマイナー契約し、傘下のAAA級シラキュースでプレーした。

### ツインズ傘下時代

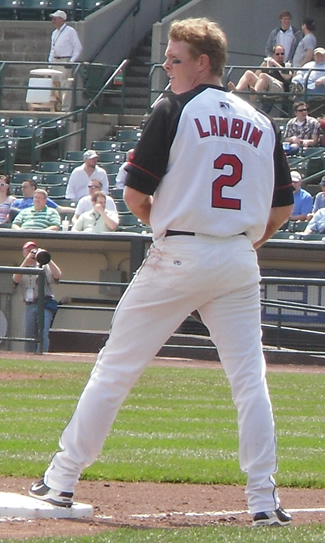
2011年4月27日

2011年はミネソタ・ツインズとマイナー契約を結ぶ。

### マーリンズ傘下時代
2012年2月15日にマイアミ・マーリンズとマイナー契約を結ぶ。

### スキーターズ時代
2013年3月30日に、独立リーグ・アトランティックリーグのシュガーランド・スキーターズと契約を結ぶ。

### ロイヤルズ傘下時代
2013年5月30日にカンザスシティ・ロイヤルズとマイナー契約を結ぶ。

### スキーターズ復帰
2014年4月8日に、シュガーランド・スキーターズと契約を結び復帰した。同年限りで現役を引退した。

### 現役引退後
引退後はテキサス・レンジャーズ傘下のマイナー球団で打撃コーチを歴任しており、2015年はショートシーズンA級のスポケーン・インディアンス、2016年はルーキー級のAZLレンジャーズ、2017年は再びショートシーズンA級スポケーン・インディアンス、2018年はA級のヒッコリー・クロウダッズ、2019年はA+級のダウンイースト･ウッドダックスの打撃コーチを務めた。
2021年からはこの年からレンジャーズ傘下AAA級に戻ったラウンドロック･エクスプレスの打撃コーチを務める。

## 人物
ロッテでの応援歌の原曲は、BIGBANGの『赤い夕焼け』。ヒーローインタビューの際には、お立ち台からスタンド手前まで向かい、自身の応援歌をBGMに「ランビンダンス」を踊る。

## 詳細情報

### 年度別打撃成績
| 年 度     | 球 団     | 試 合 | 打 席 | 打 数 | 得 点 | 安 打 | 二 塁 打 | 三 塁 打 | 本 塁 打 | 塁 打 | 打 点 | 盗 塁 | 盗 塁 死 | 犠 打 | 犠 飛 | 四 球 | 敬 遠 | 死 球 | 三 振 | 併 殺 打 | 打 率 | 出 塁 率 | 長 打 率 | O P S |
| --------- | --------- | ----- | ----- | ----- | ----- | ----- | -------- | -------- | -------- | ----- | ----- | ----- | -------- | ----- | ----- | ----- | ----- | ----- | ----- | -------- | ----- | -------- | -------- | ----- |
| 2009      | ロッテ    | 58    | 132   | 120   | 18    | 23    | 8        | 0        | 4        | 43    | 12    | 0     | 0        | 2     | 0     | 9     | 1     | 1     | 34    | 1        | .192  | .254     | .358     | .612  |
| 通算：1年 | 通算：1年 | 58    | 132   | 120   | 18    | 23    | 8        | 0        | 4        | 43    | 12    | 0     | 0        | 2     | 0     | 9     | 1     | 1     | 34    | 1        | .192  | .254     | .358     | .612  |

### 記録
NPB
- 初出場・初先発出場：2009年4月7日、対北海道日本ハムファイターズ1回戦（東京ドーム） 、8番・遊撃手で先発出場
- 初安打：2009年4月28日、対オリックス・バファローズ4回戦（千葉マリンスタジアム）、6回裏に香月良太から中前安打
- 初打点：2009年5月1日、対福岡ソフトバンクホークス4回戦（福岡Yahoo!J APANドーム）、2回表に和田毅から中前適時打
- 初本塁打：2009年5月3日、対福岡ソフトバンクホークス6回戦（福岡Yahoo! JAPANドーム）、7回表に杉内俊哉から左越ソロ

### 背番号
- 43 （2009年）